# Ломенко, Владимир Гаврилович
Владимир Гаврилович Ломенко (6 апреля 1927 — 13 мая 2009) — бригадир колхоза «Октябрь» Марьинского района Донецкой области. Первый человек в Украинской ССР, который стал полным кавалером орден Трудовой Славы.

## Биография
Родился 6 апреля 1927 года в селе Ильинка (Марьинский район, Донецкая область, УССР) в крестьянской семье. Окончил среднюю школу. В 1944 году начал работать дежурным слесарем на шахте № 8 города Сталино (ныне Донецк, Украина). С 1944 по 1952 год служил в армии. В 1952 году начал работать в колхозе «Октябрь», затем стал комбайнёром, позже помощником бригадира и бригадир тракторной бригады.
Владимир Ломенко был умелым организатором сельскохозяйственного производства. Бригада под его руководством добивалась высоких результатов, а также использовала прогрессивные методы работы. Он неоднократно был участником ВДНХ СССР. 14 февраля 1975 года указом Президиума Верховного Совета СССР он был награждён орденом Трудовой Славы 3-й степени, а 24 декабря 1976 года орденом Трудовой Славы 2-й степени.
7 января 1983 года указом Президиума Верховного Совета СССР за самоотверженный высокопроизводительный труд, большие успехи достигнутые во Всесоюзном социалистическом соревновании в ознаменовании 60-летия образования СССР, долголетнюю безупречную работу в одном колхозе Ломенко Владимир Гаврилович награждён орденом Трудовой Славы 1-й степени.
До конца жизни Владимир Ломенко жил в селе Ильинка. Скончался 13 мая 2009 года.

## Награды
- Орден Трудовой Славы I степени № 20, 7 января 1983 года
- Орден Трудовой Славы II степени № 2291, 24 декабря 1976 года
- Орден Трудовой Славы III степени № 11364, 14 февраля 1975 года

## Примечание
1. ↑  Ломенко Владимир Гаврилович. www.warheroes.ru. Дата обращения: 22 февраля 2020. Архивировано 22 декабря 2021 года.